# Kip Miller
Kip Charles Miller (* 11. Juni 1969 in Lansing, Michigan) ist ein ehemaliger US-amerikanischer Eishockeyspieler, der im Verlauf seiner aktiven Karriere zwischen 1986 und 2007 unter anderem 474 Spiele für die Nordiques de Québec, Minnesota North Stars, San Jose Sharks, New York Islanders, Chicago Blackhawks, Pittsburgh Penguins, Mighty Ducks of Anaheim und Washington Capitals in der National Hockey League (NHL) auf der Position des Center bestritten hat. Darüber hinaus absolvierte Miller weitere 853 Partien in der American Hockey League (AHL) und International Hockey League (IHL), in der Hobey-Baker-Memorial-Award-Gewinner von 1990 mit den Denver Grizzlies im Jahr 1995 den Turner Cup gewann. Seine Brüder Kevin und Kelly waren ebenfalls professionelle Eishockeyspieler und in der NHL aktiv, ebenso wie seine Cousins Ryan und Drew.

## Karriere
Miller spielte zunächst vier Jahre von 1984 bis 1988, partiell mit seinem Bruder Kevin, an der Michigan State University in der Central Collegiate Hockey Association (CCHA), einer Division der National Collegiate Athletic Association (NCAA). Nach zwei durchwachsenen, aber konstanten Spielzeiten konnte er in seinem dritten Collegejahr seine Punktausbeute fast verdoppeln und wurde in zwei All-Star Teams gewählt. Sein viertes und letztes Jahr am College schloss er mit 101 Scorerpunkten in nur 45 Spielen ab, wodurch er zahlreiche Auszeichnungen erhielt, darunter der Gewinn des Hobey Baker Memorial Award für den besten Collegespieler des Jahres.
Nachdem er bereits im NHL Entry Draft 1987 in der siebten Runde an 72. Stelle von den Nordiques de Québec aus der National Hockey League (NHL) ausgewählt worden war, nahmen ihn diese zur Saison 1990/91 unter Vertrag. In seinen ersten zwei Spielzeiten als Profi kam der US-Amerikaner nur sporadisch in der NHL zum Einsatz, war aber einer der besten Punktesammler im Farmteam der Nordiques aus der American Hockey League (AHL), den Halifax Citadels. Im März 1992 wurde er im Tausch für Steve Maltais zu den Minnesota North Stars transferiert, wo er aber zumeist im Farmteam in der International Hockey League (IHL) eingesetzt wurde. In den folgenden fünf Spielzeiten zwischen 1993 und 1998 spielte Miller für die San Jose Sharks, New York Islanders und Chicago Blackhawks, denen er sich allesamt als Free Agent anschloss. In der Spielzeit 1994/95, die er mit den Islanders verbrachte, gewann er mit deren Farmteam Denver Grizzlies den Turner Cup der IHL und wurde zudem mit der Norman R. „Bud“ Poile Trophy für den wertvollsten Spieler der Playoffs ausgezeichnet.
Im Oktober 1998 erlebte Millers NHL-Karriere nach den Rückschlägen der Vorjahre einen Aufschwung als ihn die Pittsburgh Penguins von der Waiver-Liste auswählten. Über zwei Spielzeiten bestritt der Center 121 Partien für die Penguins und erzielte 61 Punkte, ehe er im Januar 2000 im Tausch für ein Neuntrunden-Wahlrecht im NHL Entry Draft 2000 zu den Mighty Ducks of Anaheim abgegeben wurde. Bereits im Sommer desselben Jahres kehrte er als Free Agent zu Pittsburgh Penguins zurück. Dort kam er aber nur noch sporadisch zum Einsatz und wechselte zur Saison 2001/02 zum dritten Mal zu den New York Islanders, für die er bereits in den Spielzeiten 1994/95 und 1997/98 aufgelaufen war. Auch die Islanders verließ er nach nur einem Jahr. Seine letzten beiden NHL-Spielzeiten absolvierte Miller mit den Washington Capitals zwischen 2002 und 2004. Bevor er seine aktive Karriere im Sommer 2007 beendete, spielte er drei Jahre in der AHL bei den Grand Rapids Griffins und Chicago Wolves.

### International
Auf internationaler Ebene repräsentierte Miller die US-amerikanische Nationalmannschaft bei der Junioren-Weltmeisterschaft 1988 in der sowjetischen Landeshauptstadt Moskau und der Weltmeisterschaft 1990 in der Schweiz. Eine Medaille konnte der Stürmer dabei nicht gewinnen.

## Erfolge und Auszeichnungen
| - 1989 CCHA First All-Star Team - 1989 NCAA West First All-American Team - 1990 CCHA First All-Star Team - 1990 CCHA Player of the Year - 1990 NCAA West First All-American Team | - 1990 Hobey Baker Memorial Award - 1995 Turner-Cup-Gewinn mit den Denver Grizzlies - 1995 Norman R. „Bud“ Poile Trophy - 2007 Teilnahme am AHL All-Star Classic |

## Karrierestatistik

### International
Vertrat die USA bei:
- Junioren-Weltmeisterschaft 1988
- Weltmeisterschaft 1990

(Legende zur Spielerstatistik: Sp oder GP = absolvierte Spiele; T oder G = erzielte Tore; V oder A = erzielte Assists; Pkt oder Pts = erzielte Scorerpunkte; SM oder PIM = erhaltene Strafminuten; +/− = Plus/Minus-Bilanz; PP = erzielte Überzahltore; SH = erzielte Unterzahltore; GW = erzielte Siegtore; 1 Play-downs/Relegation; Kursiv: Statistik nicht vollständig)